# Erigone arctophylacis
Erigone arctophylacis là một loài nhện trong họ Linyphiidae.
Loài này thuộc chi Erigone. Erigone arctophylacis được Crosby & Bishop miêu tả năm 1928.